# Régiment de Miromesnil
Pour les articles homonymes, voir régiment de Boufflers.
Le régiment de Miromesnil est un régiment d’infanterie wallon du royaume de France créé en 1688.

## Création et différentes dénominations
- 24 (ou 25) octobre 1688 : création du régiment de Boufflers-Wallon
- 1er octobre 1694 : renommé du régiment de Miromesnil
- 26 janvier 1701 : augmenté d’un bataillon de miliciens
- 26 décembre 1714 : réformé, par incorporation dans un ancien régiment

## Équipement

### Drapeaux

Drapeau d’ordonnance
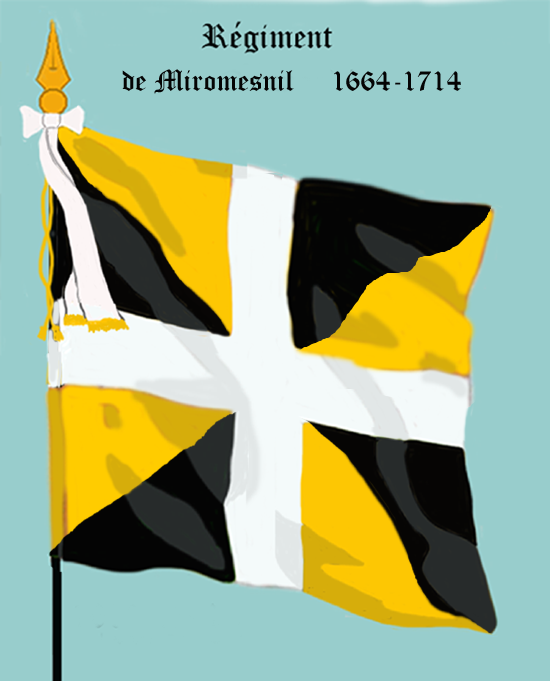
régiment de Miromesnil de 1692 à 1714

## Historique

### Colonels et mestres de camp
- 24 octobre 1688 : Louis-François, duc de Boufflers, brigadier de dragons le 12 mars 1675, maréchal de camp le 25 février 1677, lieutenant général le 15 octobre 1681, maréchal de France le 27 mars 1693, † 22 août 1711
- 14 février 1690 : N., comte de Boufflers, neveu du précédent
- 1er octobre 1694 : Jean-Baptiste Hue, marquis de Miromesnil, brigadier le 10 février 1704, maréchal de camp le 16 septembre 1710, † 27 décembre 1719
- 16 septembre 1710 : N. de Miromesnil, frère du précédent

### Composition
- 1688 : 17 compagnies de 50 hommes, dont 1 de grenadiers